# Silvio Scaroni
Silvio Scaroni (Brescia, Lombardia, 1893. május 12. – Milánó, 1977. február 16.) olasz vadászpilóta. Első világháborús szolgálata során 26 igazolt légi győzelmet szerzett, ezzel az Olasz Királyság második legeredményesebb vadászpilótájává vált.

## Élete

### Ifjúkora
1893-ban született a lombardiai Bresciában.

### Katonai szolgálata
Scaroni még a háború megkezdése előtt csatlakozott az olasz hadsereghez, azonban 1915-ig a 2. tüzérezrednél szolgált.
1915 márciusában került az Olasz Légierőhöz, s az alapkiképzés után a 4. vadászrepülő osztag (Squadriglia 4) pilótája lett. Főhadnaggyá való előléptetésével egy időben, 1917 januárjában áthelyezték a 43. vadászrepülő osztaghoz. Innen később a 86. vadászrepülő osztaghoz került, majd végül a híres 76. osztaghoz, Luigi Olivi hadnagy parancsnoksága alá. Ebben az osztagban szerezte meg mind a 26 igazolt légi győzelmét, elsőt 1917. november 3-án azonban szemtanú hiányában nem tudta igazolni. Ezt követően 1917. novemberétől decemberig kilenc igazolt légi győzelmet szerzett, amellyel az olasz repülőászok listájának élbolyába került. 1918. folyamán még további 19 légi győzelmet aratott, ezzel a százada legeredményesebb vadászpilótája lett.
A háborút túlélte.

### Légi győzelmei
| Sorszám | Dátum              | Egység | Ellenfél              |
| ------- | ------------------ | ------ | --------------------- |
| 1       | 1917. november 14. | 76ª    | Kétüléses             |
| 2       | 1917. november 18. | 76ª    | Felderítő             |
| 3       | 1917. november 19. | 76ª    | Albatros D.III        |
| 4       | 1917. december 5.  | 76ª    | Kétüléses             |
| 5       | 1917. december 10. | 76ª    | Kétüléses             |
| 6       | 1917. december 19. | 76ª    | Kétüléses             |
| 7       | 1917. december 26. | 76ª    | Ismeretlen            |
| 8       | 1917. december 26. | 76ª    | DFW C.V               |
| 9       | 1917. december 26. | 76ª    | AEG G.IV              |
| 10      | 1918. január 14.   | 76ª    | Hansa-Brandenburg C.I |
| 11      | 1918. január 28.   | 76ª    | DFW C.V               |
| 12      | 1918. február 1.   | 76ª    | Kétüléses             |
| 13      | 1918. február 11.  | 76ª    | Felderítő             |
| 14      | 1918. február 11.  | 76ª    | Felderítő             |
| 15      | 1918. február 18.  | 76ª    | Kétüléses             |
| 16      | 1918. március 21.  | 76ª    | Albatros D.III        |
| 17      | 1918. május 22.    | 76ª    | Kétüléses             |
| 18      | 1918. június 8.    | 76ª    | Kétüléses             |
| 19      | 1918. június 15.   | 76ª    | Ismeretlen            |
| 20      | 1918. június 21.   | 76ª    | Felderítő             |
| 21      | 1918. június 24.   | 76ª    | Kétüléses             |
| 22      | 1918. június 25.   | 76ª    | Felderítő             |
| 23      | 1918. június 25.   | 76ª    | Albatros D.III        |
| 24      | 1918. július 7.    | 76ª    | Hansa-Brandenburg C.I |
| 25      | 1918. július 7.    | 76ª    | Albatros D.III        |
| 26      | 1918. július 12.   | 76ª    | Albatros D.III        |

### További élete
További életéről nincs információ. Csupán annyi biztos, hogy 1977-ben hunyt el 84 éves korában.